# USS Independence (LCS-2)
USS Independence (LCS-2) – amerykański okręt do walki w strefie przybrzeżnej typu Independence. Jako pierwszy okręt typu wszedł do służby w US Navy w 2010 roku. Ze względu na wysokie koszty niezbędnej przebudowy, w lipcu 2021 roku, wcześniej niż planowano, „Indepednence” został wycofany ze służby. 
Był to szósty okręt w historii United States Navy noszący imię "Independence".

## Projekt i budowa
Po zamachu na niszczyciel rakietowy USS "Cole" w październiku 2000, w którym zginęło 17 marynarzy, dowództwo US Navy dostrzegło potrzebę posiadania jednostek przystosowanych do działania na wodach przybrzeżnych. Po zamachach z 11 września 2001 i rozpoczęciu „wojny z terroryzmem”, podjęto decyzję o opracowaniu nowego typu okrętów, które byłyby szybsze, tańsze i łatwiejsze w budowie niż do tej pory używane w US Navy okręty. W wyniku prac koncepcyjnych rozpoczętych w październiku 2001 opracowano szczegółowe wymagania jakie powinny spełniać nowe okręty. Oprócz dużej prędkości i zwrotności, okręty miały być zbudowane w technologii modułowej, która miała umożliwiać szybkie dostosowanie okrętów do konkretnych misji. Prace nad nowymi prototypowymi okrętami zlecono koncernom zbrojeniowym General Dynamics i Lockheed Martin. Szybkie tempo opracowania całego projektu przy zachowaniu niewielkich kosztów miało być osiągnięte dzięki wykorzystaniu przy budowie okrętów technologii opracowanych na potrzeby rynku cywilnego. Jednostki prototypowe, opracowywane niezależnie, miały zostać poddane testom porównawczym, które miały zadecydować o złożeniu zamówień budowę jednostek seryjnych.
Zamówienie na jednostkę budowaną przez General Dynamics w stoczni Austal USA zostało złożone 15 października 2005. Rozpoczęcie budowy USS "Independence" (LCS-2) miało miejsce 19 stycznia 2006. Wodowanie nastąpiło 29 kwietnia 2008. 18 grudnia 2009 roku odbyła się uroczystość oficjalnego przekazania okrętu US Navy, a oficjalne przyjęcie okrętu do służby odbyło się w styczniu 2010 roku. Okręt zbudowany przez koncern General Dynamics był poddany testom porównawczym z konkurencyjnym projektem opracowanym przez Lockheed Martin USS "Freedom". W wyniku prób podjęto decyzję o wprowadzeniu do służby obu typów okrętów.

## Dane taktyczno-techniczne

### Kadłub
Konstrukcja kadłuba „Indepednence” została opracowana na podstawie doświadczeń, które australijska stocznia Austal zdobyła przy  budowie licznych szybkich promów pasażerskich dla odbiorców cywilnych. Kadłub powstał w układzie trimarana, który ma zapewnić jednostce uzyskanie dużych prędkości (jednak mniejszych niż konkurencyjny Freedom z powodu większego oporu  hydrodynamicznego) oraz wysokiej manewrowości. Duża szerokość kadłuba w części rufowej okrętu pozwoliła na stworzenie stabilnego lądowiska dla śmigłowców pokładowych. Wykonany z aluminium kadłub, w części rufowej posiada obszerną ładownię, do której dostęp zapewnia rufowa rampa i boczne wrota na prawej burcie. Rampa rufowa pozwala na wodowanie małych jednostek pływających przy stanie morza do 4 stopni w skali Beauforta. Przyjęte założenia konstrukcyjne (kadłub z aluminium) sprawiają, że okręt nie jest odporny na pożar ani uszkodzenia w trakcie misji bojowej (nie posiada opancerzenia). Nie może pływać po zamarzniętym akwenie (zerowa klasa lodowa). Układ trimarana powoduje małą wyporność, a zatem spore ograniczenia co do zabieranego wyposażenia. Dużym problemem okazała się korozja elektrochemiczna kadłuba. USS „Indepednence” już po roku od wejścia do służby, musiał zostać umieszczony w suchym doku. Niezbędna była wymiana sporej części poszycia kadłuba.
Zastosowano kombinowaną siłownię w układzie CODAG składającą się z dwóch turbin gazowych i dwóch silników wysokoprężnych, które napędzają cztery pędniki strugowodne Rolls Royce KaMeWa.

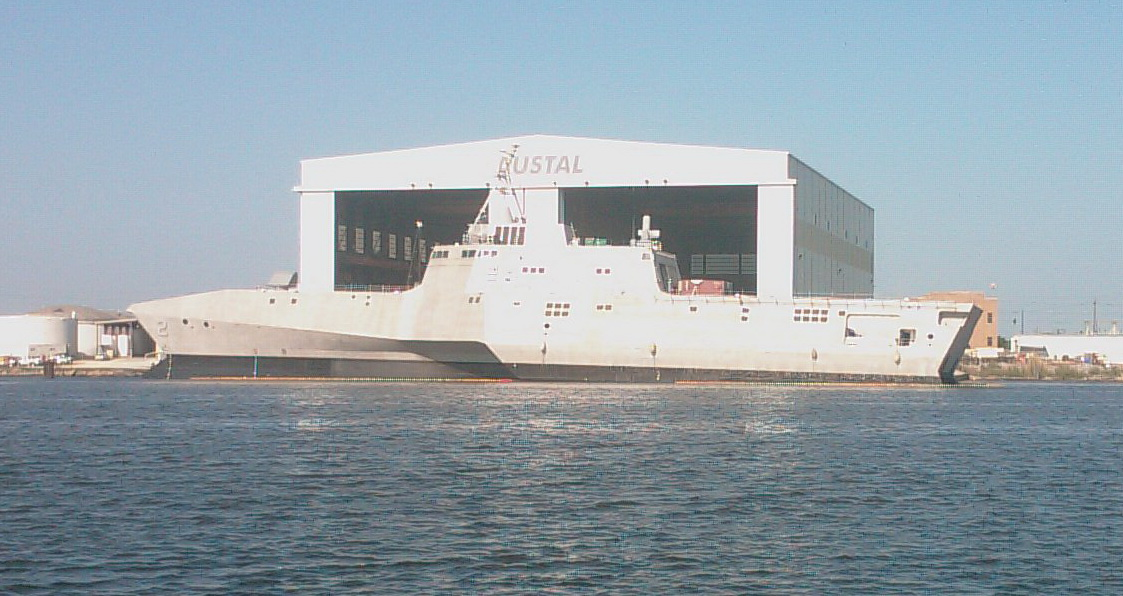
USS "Independence" podczas prac wyposażeniowych w stoczni Austal

### Uzbrojenie
Stałe uzbrojenie składa się z armaty uniwersalnej kalibru 57 mm, systemu samoobrony krótkiego SeaRAM z rakietami RIM-116 oraz 4 wkm kalibru 12,7 mm.
Z założenia główna część uzbrojenia miała składać się z wymiennych modułów, które były by dobierane w zależności od misji okrętu:
- Mine Warfare (MIW), zawiera wiele elementów przeciwpodwodnych w tym AN/WLD-1 Remote Minehunting UUV System - bezzałogowy zdalnie sterowany pojazd przeciwminowy, AN/AQS-20A - holowany sonar i inne czujniki do wykrywania min, Organic Airborne Surface Influence Sweep (OASIS), Airborne Laser Mine Detection System (AES-1 ALMDS), Airborne Mine Neutralization System (AMNS), Rapid Airborne Mine Clearance System (RAMICS), działko 30 mm z amunicją superkawitacyjną i inne.
- Anti-submarine Warfare (ASW), pakiet broni przeciwpodwodnej obejmuje system obserwacji przestrzeni podwodnej SEA TALON (Tactical Littoral Ocean Network) opracowany przez Lockheed Martin Maritime Systems & Sensors, który integruje system sensorów akustycznych okrętu z półzanurzalnymi pojazdami i zespoły komunikacji sieciocentrycznej. Sensory pasywne obejmują:
  - Advanced Deployable System (ADS) – szybko i łatwo montowaną w dnie okrętu antenę obserwacji akustycznej;
  - półzanurzalny AN/WLD-1 (wchodzący również w skład modułu antyminowego) z systemem walki przeciwpodwodnej;
  - holowany Remote Towed Active Source (TRAS) sonar aktywny;
  - wielozakresowa antenę z wielofunkcyjnym sonarem aktywnym (Multiband Transducer), której zadaniem jest mylenie wrogich okrętów podwodnych i torped;
  - śmigłowiec MH-60R/S (przenoszący torpedy Mark 54 MAKO, boje sonarowe, skonstruowany przez Raytheon lotniczy sonar niskiej częstotliwości AN/AQS-22) oraz bezzałogowe pojazdy nawodne;
  - USV (zanurzalny sonar, multistatyczny sonar aktywny oraz ULITE ultralekki sonar holowany) opracowany przez General Dynamics Robotics.
- Surface Warfare (SUW), dwuprowadnicowa wyrzutnia pocisków przeciwokrętowych Harpoon lub dziobowy moduł SSMM z 24-komorową wyrzutnią (M299 VLS) rakiet Hellfire[6]

## Służba
Po wejściu do służby „Indepednence” udał się w swój pierwszy rejs 26 marca 2010 roku. Przez kolejne miesiące brał udział w testach wyposażenia i szkoleniu załogi. W tym czasie kilkukrotnie odwiedził m.in. Naval Station Norfolk. 15 lutego 2011 roku okręt opuścił stocznię BAE Systems Southeast Shipyards po miesięcznym remoncie. 2 września okręt wszedł do portu St. Petersburg na Florydzie, gdzie gościł jako największa do tej pory jednostka US Navy .
15 marca 2012 roku, okręt ukończył drugą fazę 10 tygodniowych testów systemów przeznaczonych do wykrywania i zwalczania min morskich. 5 września okręt wszedł do należącej do General Dynamics stoczni NASSCO w San Diego, na zaplanowany półroczny remont .
1 lipca 2014 roku USS „Indepednence” opuścił bazę w San Diego i udał się w rejon międzynarodowych manewrów morskich RIMPAC 2014. Przed wypłynięciem z portu brał udział w testach modułów systemów zwalczania min morskich. Po otrzymaniu decyzji o manewrach miał 96 godzin na przezbrojenie, wymianę modułów i przystosowanie do działań przeciwko okrętom nawodnym . Podczas tych ćwiczeń okręt wykonywał m.in. zadania związane z operacjami lotniczymi. Jedno z zadań obejmowało także 4 godzinny scenariusz konfrontacji z czterema innymi okrętami. Podczas tej misji „Indepednence”, zdołał przez dwie godziny unikać wykrycia przez "wrogie" okręty . 
Podczas regularnej eksploatacji problemem okazała się mała ilość stałej załogi. Zakładano, że przez automatyzację okrętu wystarczy 40 marynarzy, plus personel obsługujący określony moduł. W praktyce okazało się, że załoga jest przeciążona zadaniami, zmęczona i niewyspana. Kolejnym mankamentem konstrukcji jest niewielki praktyczny zasięg. Nie są też w stanie obronić się przed pociskami przeciwokrętowymi, atakującymi z różnych stron.
29 lipca 2021 roku odbyła się uroczystość wycofania okrętu ze służby. 20 czerwca 2020 US Navy poinformowała, że ze służby zostaną wycofane pierwsze cztery typu Freedom i dwa typu Independence. Powodem wycofania stosunkowo nowej jednostki, będącej w służbie 11 lat, jest fakt, iż okręt był mocno zużyty oraz to, że pierwsze jednostki serii LCS, będące okrętami prototypowymi, posiadają zupełnie inny pakiet wyposażenia w odróżnieniu od seryjnych okrętów.